# Hongqiao
För andra betydelser, se Hongqiao (olika betydelser).
Hongqiao är ett stadsdistrikt i storstadsområdet Tianjin i norra Kina.
Det är indelat i nio stadsdelsdistrikt (jiedao):
- Dingzigu (丁字沽街道)
- Heyuan (和苑街道)
- Jieyuan (芥园街道)
- Lingdangge (铃铛阁街道)
- Santiaoshi (三条石街道)
- Shaogongzhuang (邵公庄街道)
- Xianyang Beilu (咸阳北路街道)
- Xigu (西沽街道)
- Xiyuzhuang (西于庄街道)

Det tidigare distriktet Dahutong ingår sedan 2019 i Santiaoshi. Distriktet Shuanghuancun överfördes 2020 till Beichen. 